# Everybody Loves a Nut
Everybody Loves a Nut es el decimocuarto álbum del cantante country Johnny Cash, lanzado en 1966 en Estados Unidos. La portada del álbum la hizo el caricaturista Jack Davis.

## Lista de canciones
1. «Everybody Loves a Nut» – 2:04
(Clement)
2. «The One on the Right Is on the Left» – 2:46
(Clement)
3. «Cup of Coffee» – 4:40
(Elliott)
4. «The Bug That Tried to Crawl Around the World» – 2:54
(J. Cash)
5. «The Singing Star's Queen» – 2:55
(King, Mack)
6. «Austin Prison» – 2:06
(J. Cash)
7. «Dirty Old Egg Sucking Dog» – 2:05
(Clement)
8. «Take Me Home» – 2:37
(Clement)
9. «Please Don't Play Red River Valley» – 2:54
(J. Cash)
10. «Boa Constrictor» – 1:45
(Silverstein)
11. «Joe Bean» – 3:05
(Freeman, Pober)

## Personal
- Johnny Cash - Vocalista
- Luther Perkins - Guitarra
- Norman Blake - Guitarra
- Bob Johnson - Guitarra, flauta y banjo
- Marshall Grant - Bajo
- W.S. Holland - Percusión
- Bill Pursell - Piano
- Jack Elliott - Yodel
- The Carter Family - Coros
- The Statler Brothers - Coros

## Posición en listas
Billboard (América del Norte)
| Año  | Tabla       | Posición |
| ---- | ----------- | -------- |
| 1966 | Álbumes Pop | 88       |

Canciones - Billboard (América del Norte)
| Año  | Canción                               | Tabla             | Posición |
| ---- | ------------------------------------- | ----------------- | -------- |
| 1966 | "The One on the Right is on the Left" | Canciones Country | 2        |
| 1966 | "The One on the Right is on the Left" | Canciones Pop     | 46       |
| 1966 | "Everybody Loves a Nut"               | Canciones Country | 17       |
| 1966 | "Everybody Loves a Nut"               | Canciones Pop     | 96       |
| 1966 | "Boa Constrictor"                     | Canciones Country | 39       |